# لیگ برتر بسکتبال زنان ایران ۱۳۹۵
لیگ برتر بسکتبال زنان ایران ۱۳۹۵ پانزدهمین دورهٔ لیگ برتر بسکتبال زنان ایران بود که با نام سوپرلیگ انجام شد.
مرحله گروهی این مسابقات در دو گروه از مهرماه ۱۳۹۵ آغاز شد و در آذر ماه ۱۳۹۵ به اتمام رسید. مرحله پلی آف در دی ماه برگزار شد. این مسابقات در اسفند ۱۳۹۵ با قهرمانی کوشا سپهر سبلان به پایان رسید.

## مرحله گروهی

### گروه A
گروه اول (گروه A) با شرکت ۵ تیم: شرکت ملی گاز تهران، ذوب آهن اصفهان، پالایش نفت آبادان، کیا گالری تهران و برق جدید فارس
| رتبه | تیم               | امتیاز |
| ---- | ----------------- | ------ |
| ۱    | گاز تهران         | ۱۵     |
| ۲    | پالایش نفت آبادان | ۱۵     |
| ۳    | کیا گالری         | ۱۲     |
| ۴    | رستمی شیراز       | ۱۲     |
| ۵    | ذوب آهن اصفهان    | ۱۰     |

### گروه B
گروه دوم (گروه B) با شرکت ۶ تیم: کوشا سپهر سبلان تهران، شهرداری بندر عباس، آرارات تهران، گروه صنعتی بهمن، فدایی تهران و شهرداری تبریز
| رتبه | تیم              | امتیاز |
| ---- | ---------------- | ------ |
| ۱    | کوشا سپهر سبلان  | ۲۰     |
| ۲    | گروه بهمن        | ۱۸     |
| ۳    | شهرداری بندرعباش | ۱۶     |
| ۴    | آرارات تهران     | ۱۳     |
| ۵    | فدائی تهران      | ۱۲     |
| ۶    | شهرداری تبریز    | ۱۱     |

## پلی‌آف
۳ تیم برتر هر گروه به این مرحله رسیدند. تیم‌های پنجم و چهارم دو گروه برای رسیدن به پلی آف با هم مسابقه دادند تا تکلیف ۸ تیم صعود کننده به این مرحله مشخص شود.
تیم‌های صعود کننده به پلی آف: ذوب آهن اصفهان و آرارات تهران و از گروه A تیم‌های شرکت ملی گاز تهران، پالایش نفت آبادان و کیا گالری تهران و از گروه B نیز کوشا سپهر سبلان، گروه بهمن و شهرداری بندرعباس.

## مرحله نهایی
تیم‌های صعود کننده به این مرحله عبارتند از: شرکت ملی گاز تهران، کوشا سپهر سبلان، پالایش نفت آبادان و گروه بهمن که به صورت دوره‌ای با هم به مسابقه پرداختند.
در پایان این مرحله تیم کوشا سپهر سبلان قهرمان این دوره از مسابقات شد.
| رتبه | تیم               | امتیاز |
| ---- | ----------------- | ------ |
| ۱    | کوشا سپهر سبلان   |        |
| ۲    | پالایش نفت آبادان |        |
| ۳    | گاز تهران         |        |
| ۴    | گروه بهمن         |        |